# Joseph Fourier
Jean Baptiste Joseph Fourier (21 tháng 3 năm 1768 – 16 tháng 5 năm 1830) là một nhà toán học và nhà vật lý người Pháp. Ông được biết đến với việc thiết lập chuỗi Fourier và những ứng dụng trong nhiệt học. Sau đó, biến đổi Fourier cũng được đặt tên để tưởng nhớ tới những đóng góp của ông. Về lĩnh vực Vật lý đóng góp quan trong lớn nhất của ông là phát hiện ra Hiệu ứng nhà kính vào năm 1824. Đó chính là vấn đề then chốt của Biến đổi khí hậu. Chính nhờ phát hiện ra Hiệu ứng nhà kính giúp nhân loai chủ động hơn trong cuộc chiến chống Biến đổi khí hậu

## Tiểu sử
Sinh ra trong một gia đình thợ may ở Auxerre, (Pháp), và sớm trở nên mồ côi khi lên 8, ông được gửi vào nhà thờ ở Auxerre. Ở đó, Fourier được dạy dỗ bởi các tu sĩ dòng Benedict trong tu viện St. Mark. Sau đó Fourier nhận làm trợ giảng môn toán trong quân đội, nhưng không đủ tư cách vào hội đồng khoa học vì nơi đó chỉ dành cho những người trong gia đình danh giá. Trong một kì thăng nhiệm, Fourier đã thể hiện sự vượt trội của mình và được bổ nhiệm vào École Normale Supérieure năm 1795, ngay sau đó là một vị trí tại Trường Bách khoa Paris (École Polytechnique).